# Karenia brevis
Karenia brevis (Synonym: Gymnodinium breve oder Ptychodiscus brevis) ist ein einzelliger, ungepanzerter, mariner Dinoflagellat mit einer Größe von 20 bis 40 µm Durchmesser. Der Organismus kommt häufig im Golf von Mexiko vor, wo er vor Florida regelmäßig Planktonblüten verursacht, die so genannten Roten Tiden. K. brevis produziert eine Reihe von Giften, die als Brevetoxine zusammengefasst werden. Diese Gifte können während der Planktonblüten Massensterben bei Fischen, Vögeln und Säugern verursachen. K. brevis ist photosynthetisch, enthält aber kein Peridinin. Die Biologin Karen A. Steidinger von der Florida Marine Research (FMRI) in St. Petersburg wurde wegen ihrer enorme Beiträge zur Dinoflagellatenforschung 2001 Namenspatin für Karenia brevis.

## Ökologie und Verbreitung
K. brevis ist phototaktisch und negativ geotaktisch, was bedeutet, dass die Zellen zum Licht hin und gegen die Schwerkraft schwimmen. Dabei können die Zellen eine Geschwindigkeit von 1 m/h erreichen. Die Zellen sind phototroph. In den Küstengewässern südwestlich von Florida kommt es regelmäßig zu Massenansammlungen von K. brevis, wodurch sich das Wasser rötlich verfärbt. Schon die spanischen Seefahrer im 18. Jahrhundert berichteten von solchen roten Tiden in dieser Region.

## Nachweis
Um die schädlichen Planktonblüten vorhersagen und eventuell bekämpfen zu können, muss die K. brevis genau beobachtet werden. Traditionelle Nachweismethoden für K. brevis beruhen auf Mikroskopie und Pigmentanalyse, die aber zeitintensiv sind und einen erfahrenen Wissenschaftler benötigen. Darüber hinaus kann die Art in Anreicherungskulturen vermehrt und so nachgewiesen werden, was ebenfalls aufwändig und zeitintensiv ist. Deshalb wurde eine molekulargenetische Nachweismethode auf der Basis der PCR entwickelt.